# 潘素
潘素（1915年2月28日—1992年4月16日），字慧素，江苏吳縣（今苏州市）人，清朝状元宰相潘世恩后代。中国山水画家，第六、七届全国政协委员。张伯驹夫人。